# Brug 254
De brug 254 is een vaste brug in Amsterdam-Oost, Watergraafsmeer.
De brug is gelegen in de Fizeaustraat en overspant een ringwater van de plaatselijk sportvelden van Sportpark Drieburg en Speeltuin Amsteldorp. De verkeersbrug heeft de vorm van een duiker. Piet Kramer, bruggen architect van Amsterdam, ontwierp de brug al in 1940, maar hij werd pas in 1950 neergelegd. Uitstel was te danken aan de Tweede Wereldoorlog. De brug heeft een sober karakter binnen de Amsterdamse Schoolstijl. Het door Kramer veelvuldig toegepaste natuursteen ontbreekt hier, net als de sierlijke balustrades en beeldhouwwerken. De bakstenen balustrades zijn aan de landhoofden afgerond.
Over dezelfde ringvaart ligt westelijker de Brug 273, in het verlengde van de Fizeaustraat ligt Brug 267, ook die bruggen komen uit de pen van Kramer.
<<< · 200 · 201 · 202 · 203 · 204 · 205 · 206 · 207 · 208 · 209 ·  210 · 211 · 212 · 213 · 214 · 215 · 216 · 217 · 218 · 220 · 221 · 222 · 223 · 224 · 225 · 226 · 227 · 228 · 228P · 229 · 230 · 231 · 232 · 233 · 234 · 235 · 236 · 237 · 238 · 239 ·  240 · 241 · 242 · 243 · 244 · 245 · 246 · 247 · 248 · 249 ·  250 · 251 · 252 · 253 · 254 · 255 · 256 · 257 · 258 · 259 · 260 · 261 · 262 · 263 · 264 · 265 · 266 · 267 · 270 · 271 · 272 · 273 · 274 · 275 · 277 · 278 · 279 · 280 · 281 · 283 · 285 · 286 · 287 · 288 · 289 · 290 · 291 · 292 · 293 · 295 · 296 · 297 · 298 · 299 · >>>
Brugnummers 219, 268, 269, 276, 282, 284, 294 zijn niet (meer) in omloop.